# Edith von Welser-Ude

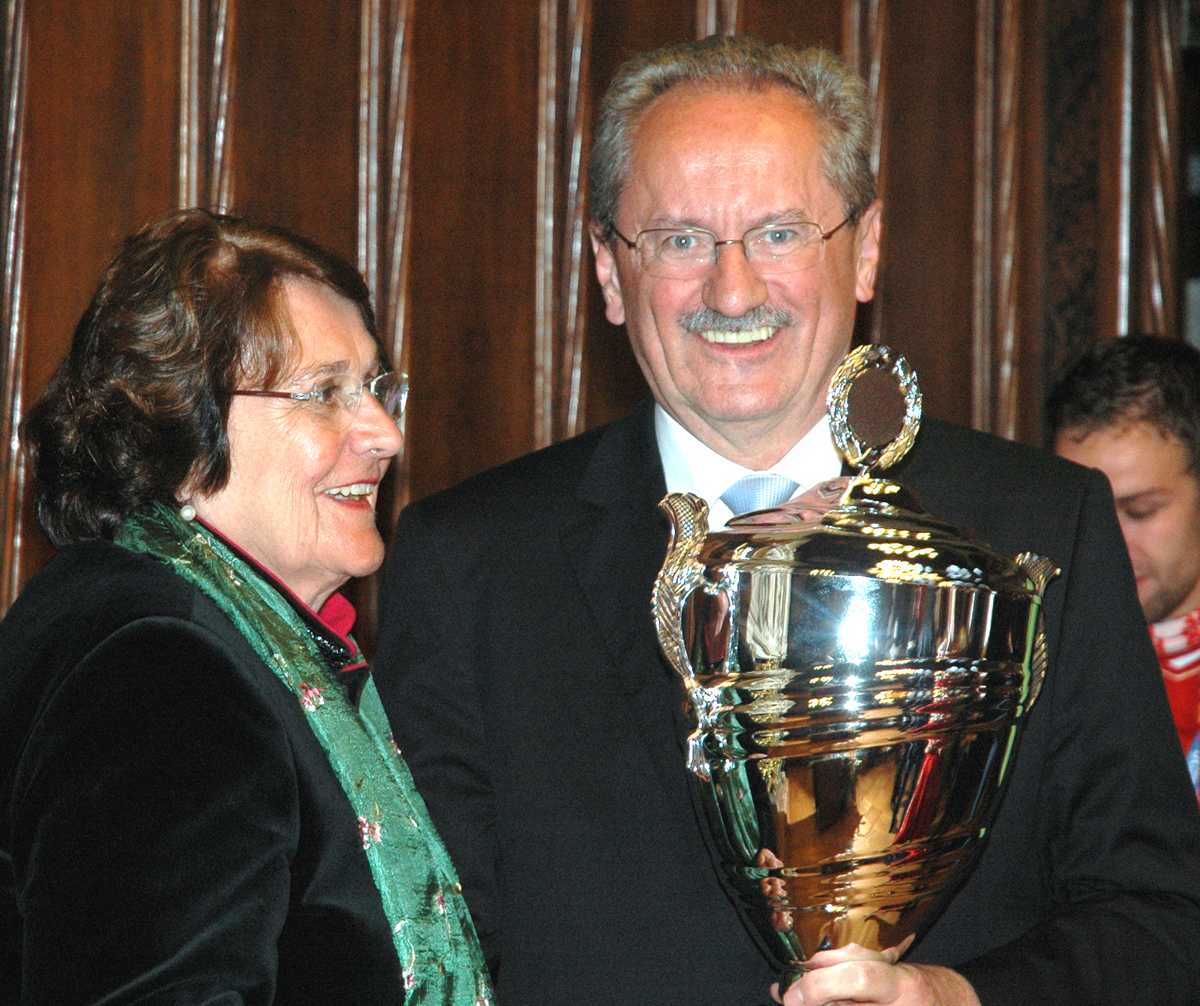
Edith von Welser-Ude und Christian Ude (2013)

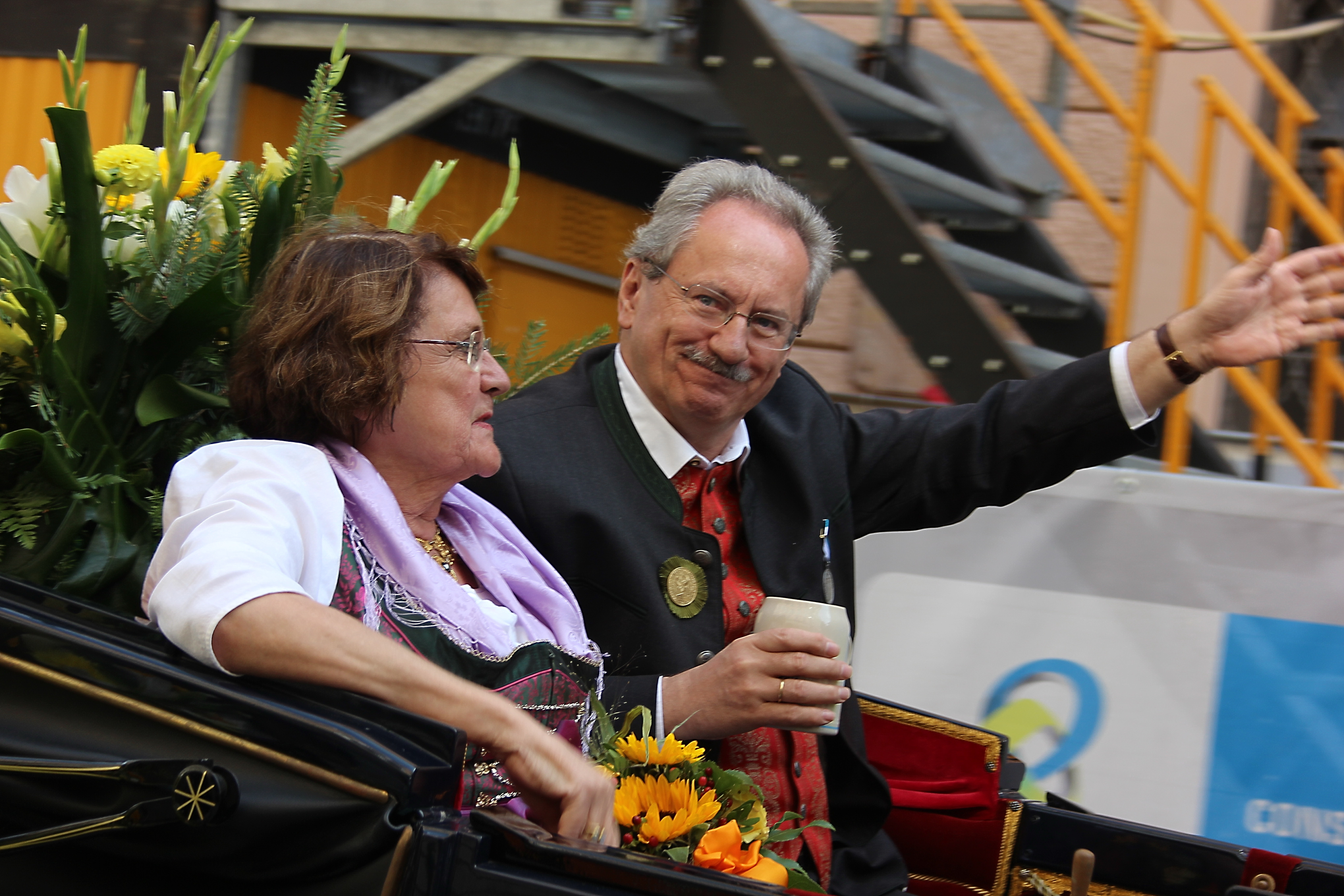
Edith von Welser-Ude und Christian Ude (2013)

Edith von Welser-Ude (* 12. Januar 1939 in Kiel) ist eine deutsche Politikerin, Fotografin, Autorin und Fernsehmoderatorin. Seit 1983 ist sie die Ehefrau des ehemaligen Münchner Oberbürgermeisters Christian Ude.

## Leben
Edith von Welsers Vater war ein deutscher Offizier. Sie wuchs in Berlin und Baden-Württemberg auf und besuchte das Internat in Schloss Neubeuern bis zum Abitur im Jahr 1957. Seit 1963 lebt sie in München.
Ab 1973 war sie Redaktionsmitglied der SPD-Zeitung „Münchner Post“, seit 1980 Redakteurin der sozialdemokratischen Stadtillustrierten, beides bis 2002. Von 1972 bis 1978 war sie erst Mitglied, dann Vorsitzende des Bezirksausschusses (Stadtteilparlament) von Schwabing und Freimann. Von 1978 bis 1990 gehörte sie dem Münchner Stadtrat an, erst als umweltpolitische, dann auch als wohnungspolitische Sprecherin sowie stellvertretende Vorsitzende der SPD-Fraktion. 1983 heiratete sie Christian Ude. Im Jahr 1984 war sie zu Gast bei der Talksendung Leute.
Mit dem Filmproduzenten Theo Hinz veranstaltete sie von 1988 bis 2018 zweimal im Jahr die Filmreihe des Kulturforums.
Nach dem Ausscheiden aus dem Stadtrat begann sie im Jahr 1990 eine freiberufliche Tätigkeit als Fotojournalistin.
In den Jahren 2007 bis 2018 moderierte sie über 200 Mal die Fernsehserie Club der Köchinnen in München TV.

## Privates
In die Ehe mit Christian Ude brachte Edith von Welser im Jahr 1983 sechs Kinder mit, drei Töchter und drei Söhne, darunter zweimal Zwillinge. Sie lebt mit ihrer Großfamilie in München-Schwabing am Kaiserplatz.

## Publikationen
- WandArt: Farbige Fassaden-Fantasien. Klinkhardt & Biermann 1992, ISBN 978-3-7814-0315-4.
- Mit Barbara Ettl: Bäriges München. Maxls Stadtführer für Kinder. Hugendubel 1995, ISBN 978-3-88034-727-4.
- Mit  Johannes Heinrich von Heiseler: Moskauer Ansichten. Eine Stadt im Umbruch. Keysersche Verlagsbuchhandlung 1996, ISBN 978-3-87405-227-6.
- Als Herausgeber: Stadtkatzen. Groh Verlag 2001, ISBN 978-3-89008-569-2.
- Menschen und Miezen: Vom Zauber, mit Katzen zu leben. Kabel Verlag 2001, ISBN 978-3-8225-0568-7.
- Mit Barbara Ettl: Der Club der Köchinnen: Lauter Lieblingsrezepte. Kabel Verlag 2002, ISBN 978-3-8225-0612-7.
- Mit Christian Ude: Wunderwände. Frederking und Thaler 2004, ISBN 978-3-89405-634-6.
- Mit Christian Ude: Vom Zauber, mit Katzen zu leben: Eine Liebeserklärung in Fotografien und Geschichten. Piper Taschenbuch 2006, ISBN 978-3-492-24622-4.
- Mit Ruth Eder: Mütter und Töchter: Frauen erzählen von einer ganz besonderen Beziehung. Dörfler Verlag 2013, ISBN 978-3-89555-957-0.

## Fernsehen
- 2007 bis 2018: Moderation der Fernsehserie Club der Köchinnen, München TV[8][9]